# 蒂勒奈 (科多尔省)
蒂勒奈（法語：Tillenay）是法国科多尔省的一个市镇，属于第戎区（Dijon）奥克松县（Auxonne）。该市镇总面积6.07平方公里，2009年时的人口为696人。

## 人口
蒂勒奈人口变化图示